# Árnafjørður
Árnafjørður is een dorp dat behoort tot de gemeente Klaksvík dat vrij centraal gelegen is op het eiland Borðoy op de Faeröer. Árnafjørður heeft 59 inwoners. De postcode is FO 727. Het dorp ligt aan het einde van een lange baai met de naam Árnfjarðarvík. 

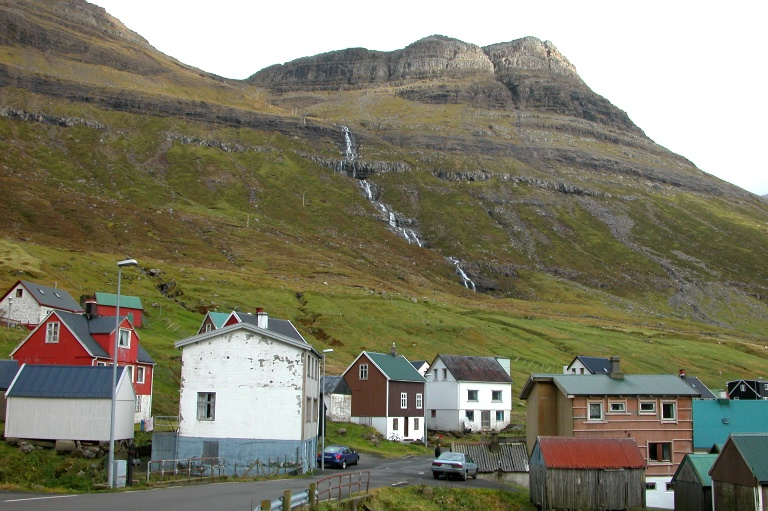
Zicht op het kleine vissersdorp Árnafjørður